# Alken (Bélgica)
Alken es una comuna de la región de Flandes, en la provincia de Limburgo, Bélgica. A 1 de enero de 2019, tenía una población estimada de 11 499 habitantes.

## Demografía

### Evolución
Todos los datos históricos relativos al actual municipio, el siguiente gráfico refleja su evolución demográfica, incluyendo municipios después de efectuada la fusión el 1 de enero de 1977.
| Gráfica de evolución demográfica de Alken entre 1846 y 2020 |
|                                                             |